# بنية وجينوم فيروس الإيدز

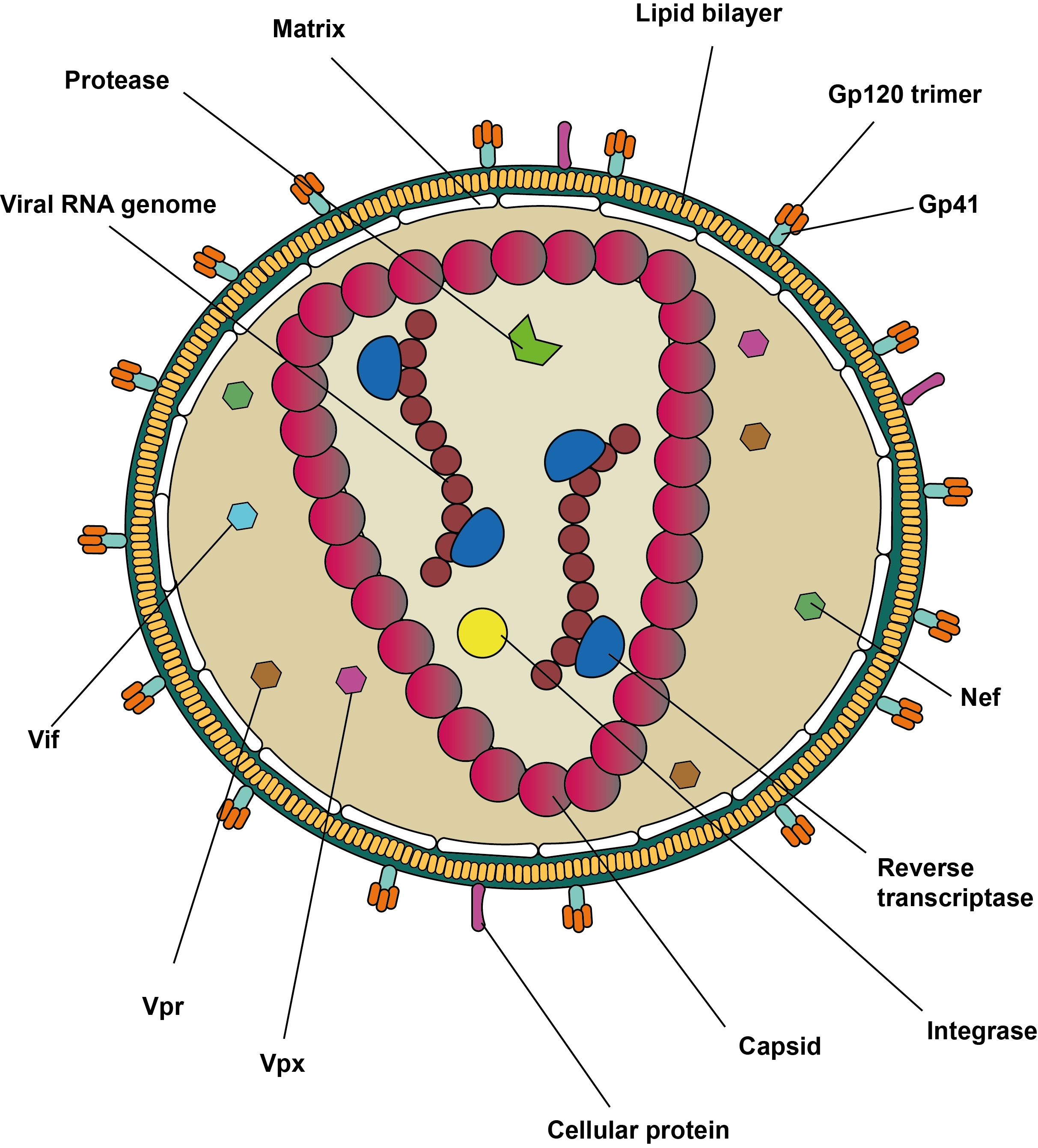
مخطط لفيرون الإيدز مع البروتينات الملحقة.

جينوم وبروتينات فيروس الإيدز هي محل دراسة مكثفة منذ اكتشاف الفيروس عام 1983. اعتُقد خلال البحث عن العامل المسبب لمرض الإيدز أن الفيروس سلالة من فيروس لمفاويات تي البشري الذي كان يُعرف في ذلك الوقت بأنه يؤثر على الجهاز المناعي البشري ويسبب بعض سرطانات الدم. لكن قام باحثون في معهد باستور في باريس بعزل فيروس راجع غير معروف مسبقا ومختلف جينيا من المرضى المصابين بالإيدز والذي سُمي لاحقا بفيروس عوز المناعة البشري.
يتكون كل جسيم فيروسي (فيرون) من غلاف فيروسي مرتبط بمطرس يحيط كلاهما بقفيصة والتي تحيط بدورها بنسختي جينوم رنا مفرد السلسلة موجب الاتجاه والعديد من الإنزيمات. جاء اكتشاف الفيروس بعد عامين من الإبلاغ عن أول حالات تفشٍ كبيرة للأمراض المرتبطة بالإيدز.

## البنية
تم تحديد التسلسل الكامل لجينوم فيروس الإيدز-1 المستخلص من جسيمات الفيرون المعدية بدقة النوكليوتيد المفرد (أي معرفة جميع النوكليوتيدات). يُشفر فيروس الإيدز مجموعة صغيرة من البروتينات الفيروسية، ويقوم بتكوين ارتباطات تعاون ثابتة بين بروتينات الفيروس وبين الفيروس وبروتينات المضيف، وهذا ليغزو الخلايا المضيفة ويستولي على آلياتها الداخلية.
فيروس الإيدز مختلف بنيويا عن الفيروسات الراجعة الأخرى، وقطره حوالي 100 نانومتر. يتكون داخليا من قفيصة على شكل مخروط تتضمن نسختي جينوم رنا مفرد السلسلة موجب الاتجاه، إنزيمات: الناسخ العكسي، الدامج، البروتياز، وبعض البروتينات الصغيرة والبروتينات البنيوية الكبيرة. يُشفر جينوم فيروس عوز المناعة البشري 8 بروتينات فيروسية تلعب أدوارا أساسية أثناء دورة تضاعف الفيرس.

بنية فيروس الإيدز.

يتكون فيروس الإيدز-1 من نسختي جينوم رنا مفرد السلسلة موجب الاتجاه غير مرتبطتين تساهميا وغير موصولتين، تحيط بهما قفيصة مخروطية مكونة من البروتين الفيروسي P24 الشائع في قفيصات الفيروسات البطيئة. طول سلسلة الرنا هو 9749 نوكليوتيد وتملك قبعة 5' وذيل عديد الأدينين 3' والعديد من إطارت القراءة المفتوحة. تُشفَّر البروتينات البنيوية الفيروسية بواسطة إطارات القراءة المفتوحة الطويلة، في حين تشفر الإطارات القصيرة البروتينات المنظمة لدورة حياة الفيروس: الارتباط، اندماج الأغشية، التضاعف، والتجميع.

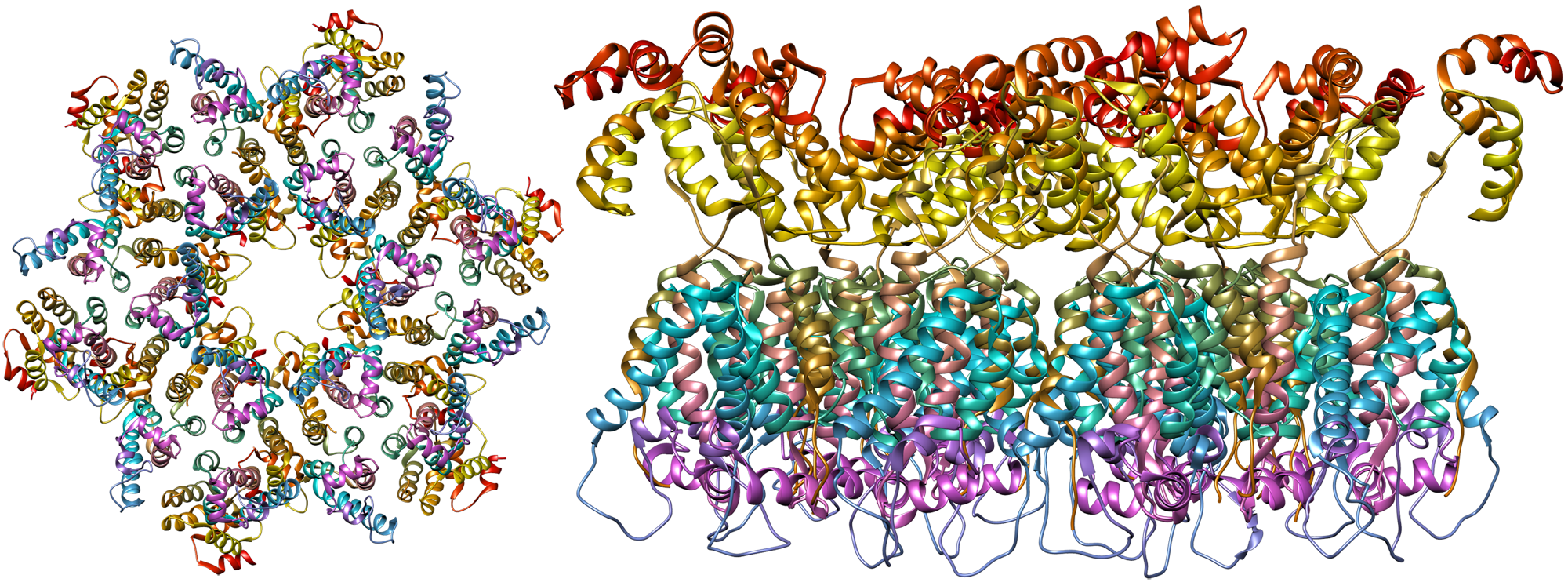
بنية قفيصة فيروس إيدز-1 غير ناضج في جزيئات فيروس سليمة.

سلسلة الرنا المفردة مرتبطة بإحكام مع بروتينات P7 الخاصة بالقفيصة المنواة، وبروتين التجميع اللاحق P6، والإنزيمات الضرورية لتطور الفيروس مثل: الناسخ العكسي والدامج. الرنا الناقل لليسين هو مشرع الناسخ العكسي المعتمد على المغنيزيوم. ترتبط القفيصة المنواة مع جينوم الرنا (جزيء لكل سداسي القسمات) وتحمي الرنا من التفكك بواسطة النوكليازات. يوجد كذلك داخل الفيروس بروتينات: Vif وVpr وصحن (كنيسة) والبروتياز الفيروسي. يحيط مطرس مكون من البروتين الفيروسي P17 بالقفيصة، ويعمل على ضمان سلامة الجسيم الفيروسي. المطرس بدوره محاط بغلاف أصله من الخلية المضيفة، يتشكل الغلاف حين تتبرعم القفيصة من الخلية المضيفة آخذة جزءا من غشاء الخلية معها. يحتوي الغلاف على البروتينات السكرية gp120 والبروتين السكري gp41 المسؤولان على الارتباط بالخلايا المضيفة والدخول إليها.
لكونهما البروتينان الوحيدان على سطح الفيروس، بروتينات الغلاف السكرية (gp120 وgp41) هي هدف رئيسي لجهود تصنيع لقاح لفيروس الإيدز. أزيد من نصف كتلة حسكة الغلاف ثلاثية القسمات هي غليكانات مرتبطة بالنيتروجين، وكثافتها عالية لأن الغليكانات تقي البروتينات الفيروسية الموجودة أسفلها من التحييد بواسطة الأجسام المضادة. حسكات فيروس الإيدز أحد أكثر الجزيئات المغلكزة المعروفة والكثافة مرتفعة بشكل كافٍ لمنع عملية النضج الطبيعي للغليكانات أثناء التخليق الحيوي في الشبكة الإندوبلازمية وجهاز غولجي. ونتيجة ذلك تبقى معظم الغليكانات غير ناضجة «عالية المانوز» لا يتم إفرازها ولا تتواجد عادة في البروتينات السكرية البشرية على سطح الخلية. تعني هذه المعالجة غير العادية والكثافة العالية أن جميع الأجسام المضادة المحيِّدة والتي تم تحديدها لحد الآن (من مجموعة فرعية من المرضى المصابين منذ شهور إلى أعوام) ترتبط بغليكانات الغلاف هذه أو تتأقلم للتكيف معها.
تم تحديد البنية الجزيئية للحسكة الفيروسية بواسطة علم البلورات السيني والمجهر الإلكتروني فائق البرودة. هذه التقدمات في علم الأحياء البنيوي كانت ممكنة بفضل تطوير هيئات مؤشبة مستقرة من الحسكة الفيروسية عبر إدراج رابطة ثنائي كبريتيد بين الوحدات الفرعية وتطفير باستبدال إيزولوسين مكان برولين في البروتين gp41. لا تعيد الحسكة ثلاثية القسمات التي تسمى SOSIP إنتاج الخصائص المستضدية الخاصة بالحسكة الطبيعية وحسب، بل تُظهر كذلك نفس درجة عدم نضوج الغليكانات كما هو الحال في لدى الفيروس الطبيعي. الحسكات الفيروسية المؤشبة ثلاثية القسمات هي مرشحات لقاح واعد لأنها تُظهر حاتمات غير مسبِّبة للتحييد أقل من البروتين السكري المأشوب أحادي القسمات gp120، الذي يعمل على كبت استهداف الجهاز المناعي للحاتمات.

## تنظيم الجينوم

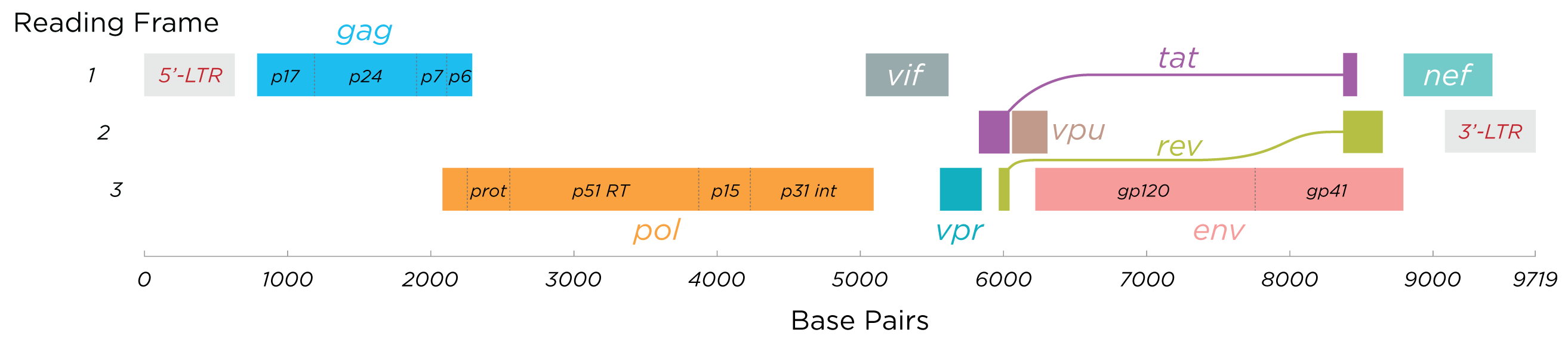
بنية جينوم الرنا الخاص بفيروس الإيدز-1.

لفيروس الإيدز عدة جينات رئيسية تشفر بروتينات بنيوية متواجدة لدى جميع الفيروسات الراجعة، وكذلك العديد من الجينات غير البنيوية (الملحقة) الخاصة الفريدة لديه. يحتوي جينوم فيروس الإيدز على تسع جينات تشفِّر 15 بروتينا فيروسيا. تُخلق هذه البروتينات كعديدات بروتين ثم تُعالج لتنتج بروتينات أو محتوى الفيرون الداخلي وهي: Gag، الإنزيمات الفيروسية Pol، والبروتينات السكرية الخاصة بالفيرون env . زيادة على ذلك، يشفر فيروس الإيدز بروتينات لها بعض الوظائف التنظيمية والوظائف المساعدة كذلك. يملك فيروس الإيدز-1 عنصرين تنظيميين مهمين هما: Tat وRev وبعض البروتينات الملحقة المهمة مثل: Nef وVpr وVif وVpu التي هي غير أساسية للتضاعف في بعض الأنسجة. يوفر جين Gag البنية التحتية الهيكلية للفيروس، ويوفر pol الآلية الأساسية التي يتكاثر ويتضاعف بها، بينما تساعد الجينات الأخرى الفيروس على الدخول إلى الخلية المستضيفة وتحسن من تكاثره. رغم أن هذه الجينات قد تتغير بالتطفر، إلا أن جميعها باستثناء tev تتواجد لدى جميع سلالات فيروس الإيدز، انظر التباين الجيني لفيروس الإيدز.
يستخدم فيروس الإيدز نظام توصيل رنا تفاضليا متطورا لكي يحصل على تسع نواتج جينية مختلفة من جينوم يقل عن 10 آلاف كليو قاعدة. لفيروس الإيدز نسخة جينومية غير موصولة طولها 9.2 كيلو قاعدة تُشفر طلائع gag وpol، نسخة موصولة مرة واحدة طولها 4.5 كيلو قاعدة تُشفر بروتينات env وVif وVpr وVpu، ونسخة رنا رسول موصولة عدة مرات طولها 2 كيلو قاعدة تشفر بروتينات: Tat وRev و Nef.

### بروتينات فيروسية بنيوية
- كعام:[ي] (مستضد مختص بمجموعة) يُشفر طليعة عديد البروتين gag الذي يُعالج بواسطة بروتياز فيروسي أثناء النمو لينتج عنه: MA[يا] (بروتين المطرس، P17)، CA[يب] (بروتين القفيصة، P24)، SP1[يج] (الببتيد الفاصل 1، p2)، NC[يد] (بروتين القفيصة المنواة، p7)، SP2 (الببتيد الفاصل 2، p1) وبروتين P6.[28]
- بي أوة ال:[يه] ويُشفر الإنزيمات الفيروسية: الناسخ العكسي، الرناز H، الدامج وبروتياز فيروس الإيدز.[26] بروتياز فيروس الإيدز ضروري لقص عديد البروتين Gag لإنتاج البروتينات البنيوية، الناسخ العكسي ضروري لنسخ الدنا من سلسلة الرنا القالب، والدامج ضروري لدمج سلسلة الدنا المزدوجة الفيروسية في جينوم المضيف.[24]
- إنف:[يو] يشفر عديد البروتين gp160 الذي يُقص بواسطة بروتياز الخلية المضيفة فيورين داخل الشبكة الإندوبلازمية. يُنتِج تعديل ما بعد الترجمة بروتين سكري سطحي gp120 أو SU[يز] الذي يرتبط بمستقبلات كتلة التمايز 4 المتواجدة في اللمفاويات، وبروتين عبر غشائي gp41 أو TM[يح] والذي ينغرس في الغلاف الفيروسي ليمكن الفيروس من الارتباط بالخلايا المستهدفة ودمج الغشائين معا.[24][28]

### عناصر تنظيمية ضرورية
- tat: (منشط النسخ-مفروق) يلعب دورا مهما في تنظيم النسخ العكسي لجينوم الرنا الفيروسي، ويحرص على كفاءة تخليق جزيئات الرنا الرسول الفيروسية وتحرير الفيرونات الجديدة من الخلايا المصابة.[26] يُعبر عن Tat كبروتين يتكون من 72 حمض أميني بإكسون واحد وكذلك كبروتين يتكون من 101 بإكسونين (86–101)، ويلعب دورا مهما في الإصابة الأولية بالفيروس. وزن Tat الجزيئي هو 14-15 كيلو دالتون ويرتبط ببنية حلقة جذعية ثانوية رنوية ناتئة بالقرب من منطقة التكرار الطرفي الطويل 5' مشكلا عنصر الاستجابة للتنشيط-مفروق (TAR).[9][26]
- rev: (منظم التعبير عن بروتينات الفيرون)، يرتبط Rev بالجينوم الفيروسي عبر نمط ارتباط بالرنا غني بالأرجنين يعمل كذلك كإشارة توضيع نووي (NLS) ضروري لنقل Rev إلى النواة من العصارة الخلوية أثناء التضاعف الفيروسي.[26] يتعرف Rev على بنية الحلقة الجذعية الخاصة بالرنا الرسول لـenv المتواجدة في الإنترون الفاصل بين الإكسون المشفِّر لـTat وRev المعروف بعنصر الاستجابة لـRev [الإنجليزية] .[9][26]‏ Rev مهم لتخليق البروتينات الفيروسية الأساسية ولذلك هو أساسي للتضاعف الفيروسي.

## المصطلحات والاختصارات الأجنبية
1. ↑  HTLV اختصار لـHuman T-cell leukemia virus.
2. ↑  حرف الـP اختصار لكلمة Protein (بروتين).
3. ↑  Vif اختصار لـViral infectivity factor، عامل الإعداء الفيروسي.
4. ↑  Vpr اختصار لـViral Protein R، البروتين الفيروسي ر.
5. ↑  Nef اختصار لـNegative Regulatory Factor، عامل التنظيم السلبي.
6. ↑  حرفي gp اختصار لكلمة glycoprotein (بروتين سكري).
7. ↑  Tat اختصار لـ Trans-Activator of Transcription، منشط النسخ-مفروق.
8. ↑  Rev اختصار لـregulator of expression of virion proteins، منظم التعبير عن بروتينات الفيرون.
9. ↑  Vpu اختصار لـViral Protein U، البروتين الفيروسي يو.
10. ↑  Gag يُقصد به group-specific antigen، مستضد مختص بمجموعة.
11. ↑  MA اختصار لـmatrix، مطرس.
12. ↑  CA اختصار لـcapsid، قفيصة.
13. ↑  SP1 اختصار لـspacer peptide 1، الببتيد الفاصل 1.
14. ↑  NC اختصار لـnucleocapsid، قفيصة منواة.
15. ↑  Pol اختصار لـpolymerase، بوليميراز.
16. ↑  env اختصار لـenvelope، غلاف.
17. ↑  SU اختصار لـsurface، سطح.
18. ↑  TM اختصار لـtransmembrane، عابر للغشاء.